# Ще можна встигнути
«Ще можна встигнути» — радянський художній чорно-білий фільм 1974 року, знятий на Кіностудії ім. М. Горького.

## Сюжет
За мотивами повісті Б. Ларіна «Чотири характеристики Славки Карасьова». Герой фільму, комсорг великого молодіжного будівництва, вирішує, чи можна жертвувати долями людей в ім'я великої мети.

## У ролях
- Андрій Толубєєв — Слава Карасьов
- Ніна Русланова — дівчина з будівництва
- Олександр Михайлов — Власов
- Микола Іванов — Віктор, секретар обкому комсомолу
- Олексій Криченков — шофер
- Валерій Кравченко — Горбачов, молодий спеціаліст, від якого пішла дружина
- Євген Євстигнєєв — Сеглін, начальник зміни
- Микола Волков — Тимофій Степанович
- Михайло Кокшенов — Коля, наречений
- Вадим Гусєв — літній ремонтувальник
- Юрій Дружинін — квартирант Слави
- Віра Івлєва — дівчина на будівництві
- Віктор Косих — мотоцикліст
- Всеволод Кузнецов — Пал Палич Черних
- Л. Ломова — дівчина на телеграфі
- Андрій Мартинов — приятель Слави
- Олександр Михайличенко — ремонтувальник
- Галина Веретельникова — епізод
- Олександр Прохоров — епізод
- Олександр Степанов — молодий ремонтувальник в кепці
- Г. Скрипникова — епізод
- Єлизавета Уварова — тітка Паша
- Юрій Шликов — Володимир Єгоров, ремонтувальник
- Ніна Іванова — ремонтувальниця
- Михайло Лебедєв — шофер

## Знімальна група
- Режисер — Ілля Гурін
- Сценаристи — Ілля Гурін, Борис Ларін
- Оператор — Валерій Гінзбург
- Композитор — Євген Крилатов
- Художники — Олександр Вагічев, Олександр Діхтяр